# WILD LIFE (THE GOOD-BYEの曲)
『WILD LIFE』は、1989年10月26日に発売された、THE GOOD-BYEの15枚目のシングルである。

## 概要
1990年3月末で活動休止を発表したため、ジャニーズ時代の最後のシングルとなった。

## 収録曲
- SIDE A

1. WILD LIFE [4:16]
作詞・作曲・編曲:THE GOOD-BYE
  - 環境問題がテーマの楽曲。

- SIDE B

1. TRUE LOVE [3:23]
作詞:衛藤浩一／作曲:曾我泰久／編曲:THE GOOD-BYE

## 楽曲の収録アルバム
- Revolution No.9（#1）
  - #1は表記は無いがシングルと同一音源だが、後曲の余韻が僅かに残っている。
  - #2はリマスター盤に収録。
- OLDIES BUT Good-Buy! vol.II（#1）
- Anthology 1983〜1990（#1）
- READY! STEADY!! THE GOOD-BYE!!!（#1、#2）